# Due croci a Danger Pass
Due croci a Danger Pass è un film del 1967 diretto da Rafael Romero Marchent.

## Trama
A Danger Pass un individuo si trova nella prigione dove lo sceriffo lo aveva arrestato per un delitto mai commesso, ma in realtà era stato commesso da Moran, un uomo potente e violento che tiene tutto il paese sotto il terrore. Moran, infatti fa uccidere il prigioniero, lo sceriffo e sua moglie sotto gli occhi dei due figli: Alex e Judy. Mentre Judy viene portata da Moran per fare la serva di casa; Alex viene abbandonato, raccolto e adottato da una famiglia di quaccheri. Dopo tanti anni, Alex è cresciuto e abbandona la famiglia adottiva per  organizzare i suoi piani di vendetta contro Moran. Ma il suo fratellastro Mark vuole impedirglielo ma decide di proteggerlo e a difenderlo.

## Produzione
Coproduzione italo-spagnola, in Spagna è uscito col titolo Dos cruces en Danger Pass.